# Wyeomyia nigricephala
Wyeomyia nigricephala är en tvåvingeart som beskrevs av Clastrier och Claustre 1978. Wyeomyia nigricephala ingår i släktet Wyeomyia och familjen stickmyggor.
Artens utbredningsområde är Franska Guyana. Inga underarter finns listade i Catalogue of Life.